# Good Song
«Good Song» —en español: «Buena canción»— es una canción de la banda británica Blur y es la cuarta pista de su séptimo álbum de estudio, Think Tank (2003). En enero de 2004, la canción fue lanzada como el tercer y último sencillo de ese álbum, alcanzando el puesto 22 en la UK Singles Chart. El sencillo fue el sencillo con la posición más baja de Blur desde «Sunday Sunday» de 1993, poniendo fin a la racha consecutiva de la banda de los 20 mejores sencillos. El video promocional es una animación premiada dirigida por David Shrigley y el grupo Shynola. «Good Song» se llamó originalmente «De La Soul» en honor al grupo de hip hop. Damon Albarn luego colaboraría con miembros de De La Soul para los sencillos de Gorillaz «Feel Good Inc.» y «Superfast Jellyfish». Graham Coxon, que anteriormente había dejado el grupo, toca en la cara B del sencillo «Morricone».

## Lista de canciones
- 7"

1. «Good Song»
2. «Morricone»

- CD

1. «Good Song»
2. «Me, White Noise» (versión alternativa)

- DVD

1. «Good Song» (video)
2. «Me, White Noise» (versión alternativa)
3. «Morricone»
4. «Good Song» (animatic)